# 薩川了洋
薩川 了洋（さつかわ のりひろ、1972年4月18日 - ）は、静岡県清水市（現：静岡市）出身の元サッカー選手（DF）、サッカー指導者。

## 来歴

### 現役時代
高校卒業後、全日空に加入。Jリーグ参加に向け、チームが横浜フリューゲルスとなった後もセンターバックおよび右サイドバックとしてプレーした。1999年に柏レイソルに移籍。ディフェンスの中心選手として活躍した。2003年10月26日、J1セカンドステージの浦和レッドダイヤモンズ戦、相手FWエメルソンと交錯した際、右足下腿部を骨折した。全治8ヶ月と診断され、リハビリに励む。実践練習再開直後の練習試合で眉付近を切る怪我もあったが、翌年の2004年8月29日のサンフレッチェ広島F.C戦で復帰し、フル出場した。2005年8月28日にJ1通算300試合出場を果たした。同年シーズンをもって現役を引退。

### 指導者
引退後、柏のフロントスタッフに転身。2007年シーズンより柏の普及部コーチとして指導者の道へ進み、2008年より、柏からの出向という形でAC長野パルセイロのコーチに就任。 2010年シーズンより柏からの出向のまま長野の監督に就任し（少なくとも、2011年シーズンまでは柏からの出向であったことが明らかになっている）、長野をJFL昇格に導いた。また2011年シーズンは地域リーグ時代からの選手を大きく入れ替えることなく、走力や守備力を重視したチームを作り上げ、リーグ参入1年目にして2位という成績を挙げた。2012年シーズン終了をもってクラブ側の「今が将来のクラブと地域の発展に向けた大きな転換期である」との判断により長野の監督を退任。
2013年より当時JFL所属のFC琉球監督に就任。3シーズン監督を務め、2015年シーズン終了をもってFC琉球の監督を退任した。
2016年よりSC相模原の監督に就任 したが、中断期間中に行われた神奈川県サッカー選手権大会（天皇杯神奈川県予選）敗退直後に退任を申し出、8月18日に監督退任と強化部への異動が発表された。
2017年より奈良クラブの監督に就任、2018年11月に契約満了により退任した。
2019年よりバンディオンセ加古川の監督に就任した。10月22日、退任が発表された。
2020年より相模原のヘッドコーチに就任した。2021年9月よりU-18チーム監督に就任。2022年5月にトップチーム監督に就任。

## エピソード
- 愛称は「半袖仕事人（半袖隊長とも）」。理由は寒い気候での試合中も常に半袖のユニフォームでプレーしていたことから。そのことから横浜Fサポーター、レイソルサポーターに「半袖隊」という薩川サポーターがいたほど。だが、その薩川本人はトークショーで「半袖で寒くないですか」と言われた際に「寒い」と答えたが、「自分が長袖にすると『長袖隊』になっちゃうから」と半袖を貫いた 。
- 特技は早着替え。着替えの速さでは他の追随を許さなかった。横浜Fで共にプレーしたジーニョは、帰国する際「心残りは薩川より早くシャワーから出られなかったこと」とコメントを残した。
- 横浜Fが横浜Mとの合併を発表し（1999年から横浜F・マリノス）、最後の公式戦となった第78回天皇杯全日本サッカー選手権大会にも参加。準決勝の鹿島アントラーズ戦まで4試合全てに出場したが、この試合で退場となり、決勝の清水エスパルス戦は出場停止となった。チームは優勝し、薩川も有終の美を飾った。
- JSLを含む14シーズンのうち12シーズンでリーグ戦の半数以上の試合に出場し、チームでの信頼は厚かったが、日本代表には一度も招集されなかった。

## 所属クラブ
- 清水市立興津小学校[3]
- 清水市立興津中学校[3]
- 清水市立商業高等学校[3]
- 1991年 - 1992年 全日空サッカークラブ
- 1992年 - 1998年 横浜フリューゲルス
- 1999年 - 2005年 柏レイソル

## 個人成績
| 国内大会個人成績 | 国内大会個人成績 | 国内大会個人成績 | 国内大会個人成績 | 国内大会個人成績 | 国内大会個人成績 | 国内大会個人成績 | 国内大会個人成績 | 国内大会個人成績 | 国内大会個人成績 | 国内大会個人成績 | 国内大会個人成績 |
| 年度             | クラブ           | 背番号           | リーグ           | リーグ戦         | リーグ戦         | リーグ杯         | リーグ杯         | オープン杯       | オープン杯       | 期間通算         | 期間通算         |
| 年度             | クラブ           | 背番号           | リーグ           | 出場             | 得点             | 出場             | 得点             | 出場             | 得点             | 出場             | 得点             |
| 日本             | 日本             | 日本             | 日本             | リーグ戦         | リーグ戦         | JSL杯/ナビスコ杯 | JSL杯/ナビスコ杯 | 天皇杯           | 天皇杯           | 期間通算         | 期間通算         |
| ---------------- | ---------------- | ---------------- | ---------------- | ---------------- | ---------------- | ---------------- | ---------------- | ---------------- | ---------------- | ---------------- | ---------------- |
| 1991-92          | 全日空           | 33               | JSL1部           | 12               | 0                | 0                | 0                |                  |                  |                  |                  |
| 1992             | 横浜F            | -                | J                | -                | -                | 1                | 0                | 2                | 0                | 3                | 0                |
| 1993             | 横浜F            | -                | J                | 20               | 0                | 5                | 0                | 4                | 0                | 29               | 0                |
| 1994             | 横浜F            | -                | J                | 35               | 0                | 2                | 0                | 2                | 0                | 39               | 0                |
| 1995             | 横浜F            | -                | J                | 14               | 0                | -                | -                | 0                | 0                | 14               | 0                |
| 1996             | 横浜F            | -                | J                | 22               | 1                | 14               | 2                | 2                | 0                | 38               | 3                |
| 1997             | 横浜F            | 3                | J                | 27               | 0                | 10               | 0                | 5                | 0                | 42               | 0                |
| 1998             | 横浜F            | 3                | J                | 32               | 0                | 4                | 0                | 4                | 0                | 40               | 0                |
| 1999             | 柏               | 3                | J1               | 28               | 0                | 8                | 0                | 4                | 0                | 40               | 0                |
| 2000             | 柏               | 3                | J1               | 28               | 0                | 2                | 0                | 2                | 0                | 32               | 0                |
| 2001             | 柏               | 3                | J1               | 26               | 1                | 4                | 0                | 1                | 0                | 31               | 1                |
| 2002             | 柏               | 3                | J1               | 28               | 0                | 5                | 0                | 1                | 0                | 34               | 0                |
| 2003             | 柏               | 3                | J1               | 24               | 0                | 1                | 0                | 0                | 0                | 25               | 0                |
| 2004             | 柏               | 3                | J1               | 8                | 0                | 0                | 0                | 1                | 0                | 9                | 0                |
| 2005             | 柏               | 3                | J1               | 19               | 0                | 3                | 0                | 1                | 0                | 23               | 0                |
| 通算             | 日本             | 日本             | J1               | 311              | 2                | 59               | 2                | 29               | 0                | 399              | 4                |
| 通算             | 日本             | 日本             | JSL1部           | 12               | 0                | 0                | 0                |                  |                  |                  |                  |
| 総通算           | 総通算           | 総通算           | 総通算           | 323              | 2                | 59               | 2                |                  |                  |                  |                  |

- Jリーグ初出場：1993年5月16日 対清水エスパルス戦 (三ツ沢公園球技場)
- Jリーグ初得点：1996年5月1日 対ジュビロ磐田戦 (ジュビロ磐田スタジアム)
- JSL（1部）初出場：1991年12月1日 対トヨタ自動車戦 (鹿児島県立鴨池陸上競技場)

## 指導歴
- 2007年 柏レイソル 普及部コーチ
- 2008年 - 2012年 AC長野パルセイロ
  - 2008年 - 2009年 コーチ
  - 2010年 - 2012年 監督
- 2013年 - 2015年 FC琉球 監督
- 2016年 - 同年8月 SC相模原 監督
- 2017年 - 2018年 奈良クラブ 監督
- 2019年 バンディオンセ加古川 監督
- 2020年 - 2023年 SC相模原
  - 2020年 - 2021年 トップチーム ヘッドコーチ
  - 2021年 - 2022年5月 U-18 監督
  - 2022年5月 - 同年11月 トップチーム 監督
  - 2023年 U-18 監督
- 2024年 - 境トリニタス 監督

## 監督成績
| 年度 | クラブ | 所属      | リーグ戦 | リーグ戦 | リーグ戦 | リーグ戦 | リーグ戦 | リーグ戦 | カップ戦 | カップ戦   |
| 年度 | クラブ | 所属      | 順位     | 勝点     | 試合     | 勝       | 分       | 敗       | リーグ杯 | 天皇杯     |
| ---- | ------ | --------- | -------- | -------- | -------- | -------- | -------- | -------- | -------- | ---------- |
| 2010 | 長野   | 北信越1部 | 優勝     | 38       | 14       | 12       | 2        | 0        | -        | 県予選敗退 |
| 2011 | 長野   | JFL       | 2位      | 63       | 33       | 19       | 6        | 8        | -        | 県予選敗退 |
| 2012 | 長野   | JFL       | 2位      | 58       | 32       | 17       | 7        | 8        | -        | 3回戦      |
| 2013 | 琉球   | JFL       | 11位     | 46       | 34       | 12       | 10       | 12       | -        | 2回戦      |
| 2014 | 琉球   | J3        | 9位      | 34       | 33       | 8        | 10       | 15       | -        | 2回戦      |
| 2015 | 琉球   | J3        | 9位      | 45       | 36       | 12       | 9        | 15       | -        | 2回戦      |
| 2016 | 相模原 | J3        | 7位      | 30       | 20       | 8        | 6        | 6        | -        | 県予選敗退 |
| 2017 | 奈良ク | JFL       | 7位      | 51       | 30       | 10       | 10       | 10       | -        | 1回戦      |
| 2018 | 奈良ク | JFL       | 8位      | 42       | 30       | 12       | 6        | 12       | -        | 2回戦      |
| 2019 | 加古川 | 関西1部   | 5位      | 20       | 14       | 6        | 2        | 6        | -        | 県予選敗退 |
| 2022 | 相模原 | J3        | 18位     | 18       | 26       | 4        | 6        | 16       | -        | 県予選敗退 |

- 2016年の成績は退任時点の成績。
- 2022年は5月からの就任。